# Sarametra triserialis
Sarametra triserialis är en sjöliljeart som först beskrevs av A.H. Clark 1908.  Sarametra triserialis ingår i släktet Sarametra och familjen Zenometridae. Inga underarter finns listade i Catalogue of Life.